# Rocher de la Dube
 (décembre 2024).
La mise en forme du texte ne suit pas les recommandations de Wikipédia : il faut le « wikifier ».
Les points d'amélioration suivants sont les cas les plus fréquents :
- Les titres sont pré-formatés par le logiciel. Ils ne sont ni en capitales, ni en gras.
- Le texte ne doit pas être écrit en capitales (les noms de famille non plus), ni en gras, ni en italique, ni en « petit »…
- Le gras n'est utilisé que pour surligner le titre de l'article dans l'introduction, une seule fois.
- L'italique est rarement utilisé : mots en langue étrangère, titres d'œuvres, noms de bateaux, etc.
- Les citations ne sont pas en italique mais en corps de texte normal. Elles sont entourées par des guillemets français : « et ».
- Les listes à puces sont à éviter, des paragraphes rédigés étant largement préférés. Les tableaux sont à réserver à la présentation de données structurées (résultats, etc.).
- Les appels de note de bas de page (petits chiffres en exposant, introduits par l'outil «  Source ») sont à placer entre la fin de phrase et le point final[comme ça].
- Les liens internes (vers d'autres articles de Wikipédia) sont à choisir avec parcimonie. Créez des liens vers des articles approfondissant le sujet. Les termes génériques sans rapport avec le sujet sont à éviter, ainsi que les répétitions de liens vers un même terme.
- Les liens externes sont à placer uniquement dans une section « Liens externes », à la fin de l'article. Ces liens sont à choisir avec parcimonie suivant les règles définies. Si un lien sert de source à l'article, son insertion dans le texte est à faire par les notes de bas de page.
- La présentation des références doit suivre les conventions bibliographiques. Il est recommandé d'utiliser les modèles {{Ouvrage}}, {{Chapitre}}, {{Article}}, {{Lien web}} et/ou {{Bibliographie}}. Le mode d'édition visuel peut mettre en forme automatiquement les références.
- Insérer une infobox (cadre d'informations à droite) n'est pas obligatoire pour parachever la mise en page.

Pour une aide détaillée, merci de consulter Aide:Wikification.
Si vous pensez que ces points ont été résolus, vous pouvez retirer ce bandeau et améliorer la mise en forme d'un autre article.
Le rocher de la Dube est un escarpement calcaire surplombant la rivière Anglin, dans le département de l'Indre, en région Centre-Val de Loire.

## Histoire
Le calcaire qui affleure dans la région s'est formé par accumulation de débris d'organismes marins à l'époque du Jurassique supérieur.
Le rocher de la Dube a servi de carrière de pierre jusqu'au 19e siècle. Son exploitation la plus récente a fait disparaître la plupart des traces anciennes mais l'abri, supposé de carrier, a permis d'en conserver quelques-unes. Les parois de la falaise témoignent d'une exploitation du site remontant, d'après les indices archéologiques, à l'Antiquité et au haut Moyen Age. Ce site se trouve à l'extrême sud du centre carrier de la vallée de l’Anglin, à la frontière entre le Berry et le Poitou. Les carrières se répartissent sur les deux rives des vallées de la Gartempe et de l’Anglin, depuis la confluence des deux rivières jusqu’à la « Bussière » à l’Ouest et Mérigny à l’Est.

## Géologie
Il s'agit d'un calcaire tendre à l'extraction (sous eau) qui durcit en séchant.